# Никольское (Сенгилеевский район)
Никольское — село Сенгилеевского района в составе Елаурского сельского поселения. 

## География
Находится на расстоянии примерно 23 километра по прямой на юго-запад от районного центра города Сенгилей.

## Население
Население составляло 101 человек в 2002 году (русские 92%), 83 по переписи 2010 года.